# Liste der Reptilien und Amphibien in The Zoology of the Voyage of H.M.S. Beagle
Der fünfte und letzte Teil des unter der Aufsicht von Charles Darwin herausgegebenen Werkes The Zoology of the Voyage of H.M.S. Beagle trägt den Titel Reptiles und beschreibt die von Darwin während seiner Reise mit der Beagle gesammelten Reptilien und Amphibien. Die Bearbeitung erfolgte durch Thomas Bell.

## Liste der aufgeführten Arten
Hinweis: Die Spalte „Art heute“ ist nur bei einem abweichenden Artnamen gefüllt.
| Seite | Tafel   | Art                         | Art heute                   | Anmerkung                                      |
| ----- | ------- | --------------------------- | --------------------------- | ---------------------------------------------- |
| 2     | I.1     | Proctotretus chilensis      | Liolaemus chiliensis        |                                                |
| 4     | I.2     | Proctotretus gracilis       | Liolaemus gracilis          |                                                |
| 5     | II.     | Proctotretus pictus         | Liolaemus pictus            |                                                |
| 6     | III.1   | Proctotretus bibronii       | Liolaemus bibronii          |                                                |
| 7     | III.2   | Proctotretus tenuis         | Liolaemus tenuis            |                                                |
| 8     | IV.1    | Proctotretus signifer       | Liolaemus signifer          |                                                |
| 10    | IV.2    | Proctotretus nigromaculatus | Liolaemus nigromaculatus    |                                                |
| 11    | V.1     | Proctotretus fitzingerii    | Liolaemus fitzingerii       |                                                |
| 12    | V.2     | Proctotretus cyanogaster    | Liolaemus cyanogaster       |                                                |
| 13    | VI.     | Proctotretus kingii         | Liolaemus kingii            |                                                |
| 14    | VII.    | Proctotretus darwinii       | Liolaemus darwinii          |                                                |
| 15    | VIII.   | Proctotretus weigmannii     | Liolaemus wiegmannii        |                                                |
| 17    | IX.1    | Proctotretus multimaculatus | Liolaemus multimaculatus    |                                                |
| 18    | IX.2    | Proctotretus pectinatus     | Stenocercus pectinatus      |                                                |
| 20    | X.      | Diplolaemus darwinii        |                             | Neue Gattung                                   |
| 21    | XI.     | Diplolaemus bibronii        |                             |                                                |
| 22    | XII.    | Amblyr(h)ynchus demarlii    | Conolophus subcristatus     |                                                |
| 23    |         | Amblyr(h)ynchus cristatus   | Amblyrhynchus cristatus     |                                                |
| 24    | XIV.1   | Leiocephalus grayii         | Microlophus grayii          | Im Text als Tafel XIII. angegeben              |
| 25    | XIV.2   | Centrura flagellifer        | Phymaturus palluma          | Im Text als Tafel XIII. angegeben              |
| 26    | XIII.1  | Gymnodactylus gaudichaudii  | Homonota gaudichaudii       | s. Geckos Im Text als Tafel XIV. angegeben     |
| 27    | XIII.2  | Naultinus grayii            |                             | s. Grüngeckos Im Text als Tafel XIV. angegeben |
| 28    | XV.1    | Ameiva longicauda           | Cnemidophorus longicaudus   |                                                |
| 29    | XV.2    | Gerrhosaurus sepiformis     | Tetradactylus seps          |                                                |
| 30    | XV.3    | Cyclodus casuarinae         | Cyclodomorphus casuarinae   |                                                |
| 31    | XVI.1   | Rana delalandii             | Tomopterna delalandii       |                                                |
| 32    | XVI.2   | Rana mascariensis           | Ptychadena mascareniensis   |                                                |
| 33    | XVI.3   | Limnocharis fuscus          | Crossodactylus gaudichaudii |                                                |
| 33    | XVI.4   | Cystignathus georgianus     | Crinia georgiana            |                                                |
| 35    | XVII.1  | Borborocoetes bibronii      | Eupsophus roseus            |                                                |
| 36    | XVII.2  | Borborocoetes grayii        | Eupsophus roseus            |                                                |
| 36    | XVII.3  | Pleurodema darwinii         | Pleurodema bibroni          |                                                |
| 37    | XVII.4  | Pleurodema elegans          | Pleurodema thaul            |                                                |
| 39    | XVII.5  | Pleurodema bufoninum        | Pleurodema bufonina         |                                                |
| 39    | XVIII.1 | Leiuperus salarius          | ??                          |                                                |
| 40    | XVIII.2 | Pyxicephalus americanus     | Odontophrynus americanus    |                                                |
| 41    | XVIII.3 | Alsodes monticola           |                             |                                                |
| 42    | XVIII.4 | Litoria glandulosa          | Batrachyla taeniata         |                                                |
| 43    | XVIII.5 | Batrachyla leptopus         |                             | Typ der neuen Gattung                          |
| 44    | XIX.1   | Hylorina sylvatica          |                             | Typ der neuen Gattung                          |
| 45    | XIX.2   | Hyla vauterii               | ??                          | auf Tafel als Abb. 3                           |
| 46    | XIX.3   | Hyla agrestis               | Hypsiboas pulchellus        | auf Tafel als Abb. 2                           |
| 48    | XX.1-2  | Rhinoderma darwinii         |                             | s. Nasenfrösche                                |
| 49    |         | Bufo chilensis              | Bufo arunco                 | s. Echte Kröten                                |
| 49    | XX.3-5  | Phryniscus nigricans        | Rhinella spinulosa          |                                                |
| 50    | XX.6    | Uperodon ornatum            | Ceratophrys ornata          | s. Hornfrösche                                 |

## Nachweise
- TIGR Reptile Database (abgerufen im September 2008)